# Erich Cviertna
Erich Cviertna (Nový Jičín, 16 de marzo de 1951 - Ostrava, 5 de octubre de 2013) fue un entrenador y jugador de fútbol checo que jugaba en la demarcación de defensa.

## Biografía
Erich Cviertna debutó como futbolista profesional el 1971 con el SK Aritma Prague. Tras un paso por el Tatra Kopřivnice fichó por el TJ Nový Jičín, equipo en el que se retiró en 1978. Cinco años después, Erich Cviertna fue fichado por el MFK Frýdek-Místek como entrenador del club. En 1989 el SK Sigma Olomouc hizo lo propio. Tras estar de asistente técnico en un par de clubes, volvió como primer entrenador del MFK Frýdek-Místek, al que volvió a entrenar posteriormente en 1994 tras un breve paso por el FC Vítkovice. Ya en 2002 el FC Baník Ostrava se hizo con los servicios del técnico durante una temporada. Además entrenó al FC Hlučín y al FK Fotbal Třinec, antes de recalar en el LKS Drzewiarz Jasienica, club al que entrenó durante la temporada 2010/2011, última temporada de Erich Cviertna como entrenador.
Erich Cviertna falleció el 5 de octubre de 2013 en Ostrava a los 62 años de edad.

## Clubes

### Como futbolista
| Club             | País           | Año         |
| ---------------- | -------------- | ----------- |
| SK Aritma Prague | Checoslovaquia | 1971 - 1973 |
| Tatra Kopřivnice | Checoslovaquia | 1974 - 1976 |
| TJ Nový Jičín    | Checoslovaquia | 1976 - 1978 |

### Como entrenador
| Club                    | País            | Año         |
| ----------------------- | --------------- | ----------- |
| MFK Frýdek-Místek       | Checoslovaquia  | 1984 - 1989 |
| SK Sigma Olomouc        | Checoslovaquia  | 1989 - 1990 |
| MFK Frýdek-Místek       | Checoslovaquia  | 1992 - 1993 |
| FC Vítkovice            | República Checa | 1993 - 1994 |
| MFK Frýdek-Místek       | República Checa | 1994 - 1998 |
| FC Baník Ostrava        | República Checa | 2002 - 2003 |
| FC Hlučín               | República Checa | 2004        |
| FC Hlučín               | República Checa | 2006 - 2007 |
| FK Fotbal Třinec        | República Checa | 2008 - 2009 |
| LKS Drzewiarz Jasienica | República Checa | 2010 - 2011 |